# Nyctibius aethereus
El nictibio colilargo (Nyctibius aethereus) también denominado nictibio de cola larga, urutaú de cola larga, urutaú cola larga, urutaú rojizo, urutaú coludo y biemparado rabilargo, es una especie de ave nictibiforme de la familia Nyctibiidae que vive en Sudamérica.

## Distribución y hábitat
Se encuentra en Brasil, Venezuela, Guyana, Colombia, Ecuador, Perú, Bolivia y Paraguay, además del extremo noreste de Argentina. Su hábitat natural son las selvas húmedas tropicales y subtropicales de tierras bajas.

## Descripción
Mide 42 cm de longitud. Parecido al urutaú común (Nyctibius griseus) en aspecto y comportamiento. Voz diferente, (no silbo). Esporádico «uo..ú...» Bastante mayor.  Cola bien larga, escalonada, con timoneras centrales agudas. Habita en el estrato medio en selvas de Misiones. El estado de conservación es vulnerable.